# Sui-Dynastie

Das Reich der Sui-Dynastie, 610 n. Chr.

Die Sui-Dynastie (chinesisch 隋朝, Pinyin Suícháo, 581–618) zählte trotz ihrer Kurzlebigkeit zu den großen Dynastien des Kaiserreichs China, da das Land unter ihrer Herrschaft nach einer langen Periode der Zersplitterung der Zentralmacht seit dem Untergang der Han-Dynastie im Jahr 220 erstmals wiedervereinigt wurde.

## Geschichte

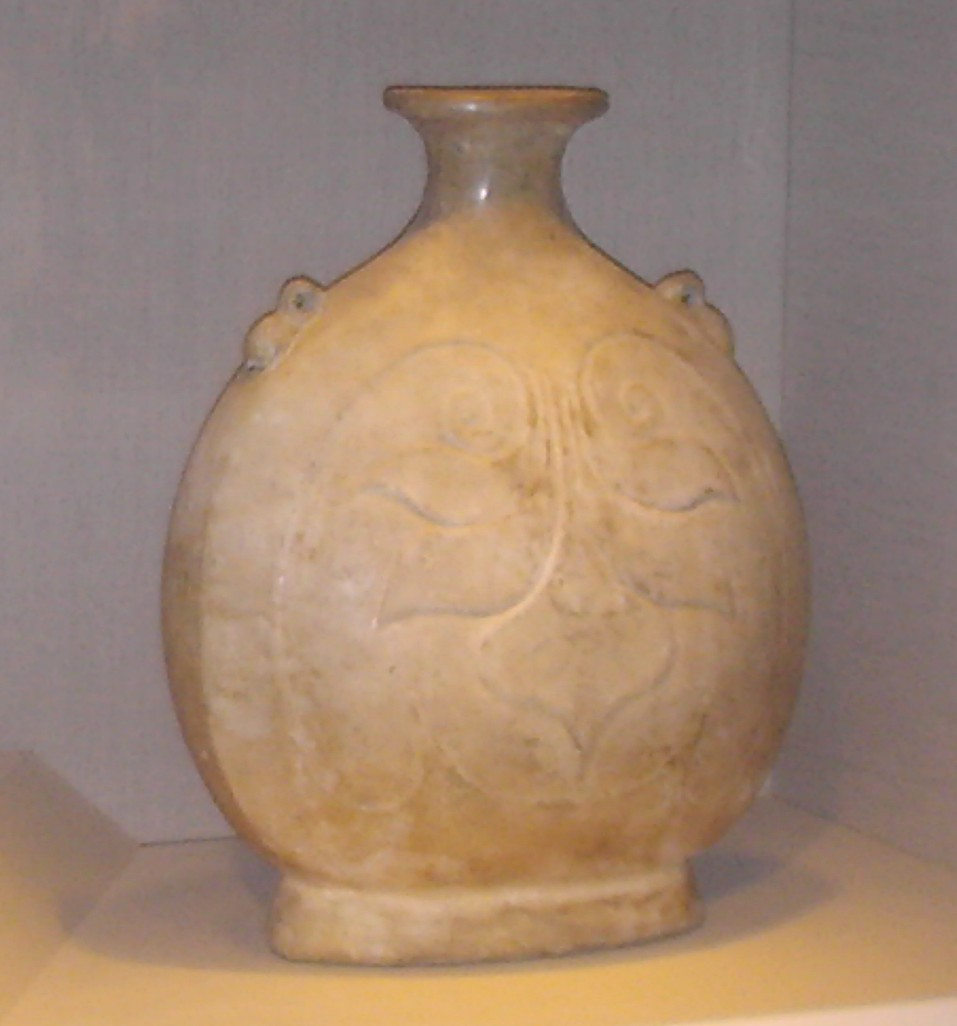
Steinzeug-Gefäß, Sui-Dynastie

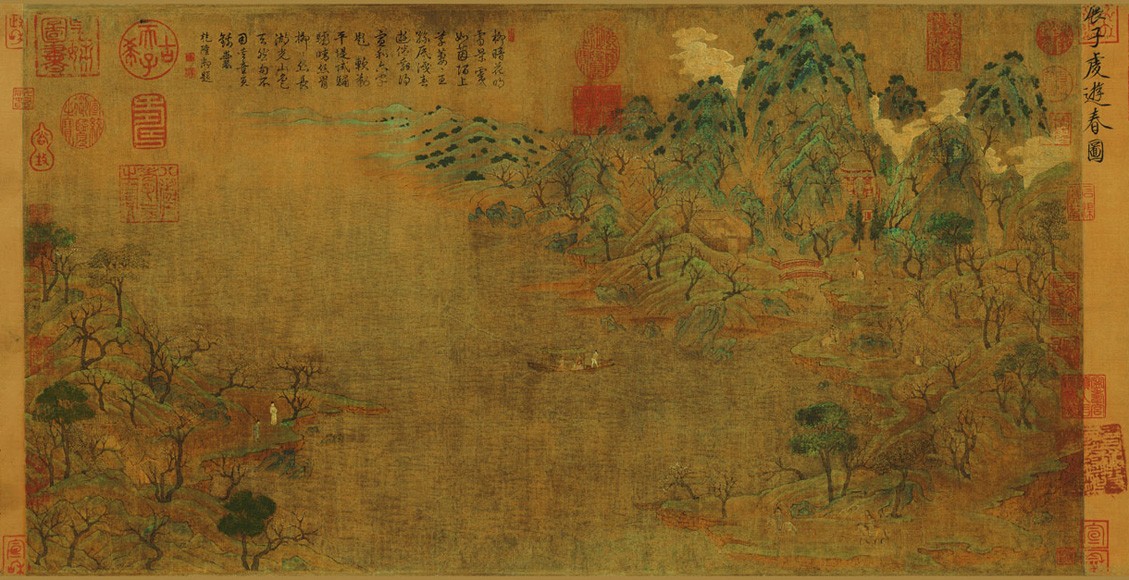
Bild von Zhan Ziqian, einem Künstler der Sui-Dynastie

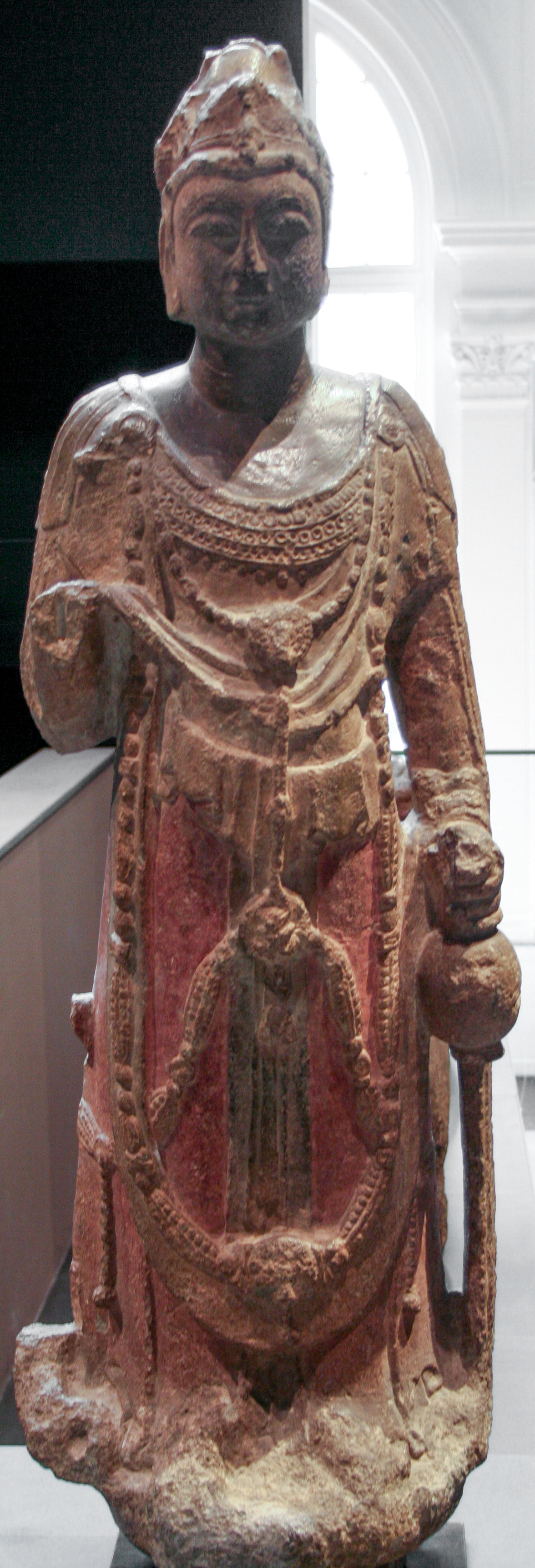
Avalokiteshvara Bodhisattva (Guanyin) der Sui-Dynastie

### Gründung
General Yang Jian, der Gründer der Dynastie, war ein erfolgreicher Mann, der 577/78 im Auftrag der Zhou die Nördliche Qi-Dynastie stürzte. Als der letzte Kaiser der Nördlichen Zhou-Dynastie (ein krankhafter Despot) im Jahr 580 starb, beseitigte Yang Jian sämtliche Erben und übernahm 581 als Kaiser mit dem Titel Wendi selbst die Macht. Damit war die Sui-Dynastie gegründet.
Möglich wurde dies durch die Passivität der Kök-Türken, der Schutzherren und Gegenspieler der abgelösten Dynastien, deren Staat sich nach dem Tod des Khans Taspar 581 in zwei Teile spalten sollte, woran Wendis Diplomatie einen gewissen Anteil hatte. 585 bekannte sich sogar der neue Türkenkhan Scha-po-lo/Isbara (reg. 581–587) als Vasall Chinas.

### Kaiser Wendi
Schließlich eroberte Kaiser Wendi 589 auch Jiankang (heute Nanjing) und beseitigte die dortige Chen-Dynastie, womit China nach über zweihundertjähriger Spaltung wiedervereinigt war. Die Folgen dieser Spaltung wurden allerdings nur langsam überwunden, denn die gegenseitige Verachtung der Nord- und Südchinesen war groß („unzivilisierte“ Nordchinesen gegen „dekadente“ Südchinesen), und die Lebensweise unterschied sich inzwischen signifikant, allein schon in Ehefragen. Kaiser Wendi beschleunigte die „Annäherung“ von Nord und Süd auf seine Weise, indem er Jiankang zerstören und den Boden umpflügen ließ.
Sein Nachfolger Yangdi dagegen hielt sich jahrelang im Süden auf, mied bei seiner Hofhaltung in Luoyang die Aristokratie des Nordwestens zugunsten von Gelehrten und Dichtern und ließ Yangzhou zur künftigen Hauptstadt ausbauen. Das brachte ihn um die Unterstützung des sinisierten türkischen Adels und förderte seinen Sturz.

### Bevölkerungswachstum und Reformen
Mit den Sui setzte in China ein starkes Bevölkerungswachstum ein. Die Sui-Dynastie begann mit zahlreichen Reformprojekten, die in kurzer Zeit Großes erreichten, das Land aber steuerlich bzw. in Bezug auf öffentliche Arbeiten stark beanspruchten und die Dynastie so vorzeitig zu Fall brachten. Da sind zu nennen:
- Chang’an (heute Xi’an) wurde wieder Hauptstadt von China und zusammen mit Luoyang um 600 ausgebaut (das neue Chang’an wurde unter dem Architekten Yuwen Kai im Nordwesten der alten Stadt errichtet)
- Organisation einer zentralen Reichsverwaltung mit den klassischen sechs Ministerien (Beamten, Finanzen, Riten, Heer, Justiz und öffentliche Arbeiten)
- Wiedereinführung der Beamtenprüfungen (allerdings bei weitem nicht so ausgeprägt wie später zur Zeit der Song-Dynastie)
- eine Bodenreform zugunsten des einfachen Volkes (Prinzip der gleichmäßigen Landverteilung unter Berücksichtigung der Größe der Familien)
- Vereinfachung und Milderung der Strafgesetze (Kai-Huang-Statuten ca. 582)
- Baubeginn des Kaiserkanals zwischen Nord- und Südchina zwecks Getreide- und Truppentransport (z. B. Getreide-Steuer ab 584, hauptsächlich aber unter Yangdi)
- Verlängerung der Großen Mauer nach Westen hin

### Kaiser Yangdi und Untergang
Unter Kaiser Yangdi kam es aber zu drei schlecht geführten Kriegen gegen das nordkoreanisch-mandschurische Goguryeo (612–614) und 615 zu einer Schlappe gegen die östlichen Kök-Türken, was das Ansehen der Dynastie erschütterte. Zu allem Überfluss waren diese Kriege während von durch Überschwemmungen verursachten Hungersnöten geführt worden, so dass sich die Bauern ab 610 erhoben. In dieser schwierigen Situation zog sich der Kaiser Yangdi zu einer Vergnügungsreise in den Süden zurück und ließ den Norden allein. Prompt erhob sich 617 ein General namens Li Yuan (mit Billigung des Türkenkhans Shibi), eroberte die Hauptstadt Chang’an und begründete die Tang-Dynastie. Mit der Begründung „Der Himmel hat die Sui verworfen, sorgen wir für uns selbst!“ wurde Yangdi in Jiangdu von seinen Ratgebern erdrosselt.